# Wald Béla
Wald Béla (Budapest, Terézváros, 1904. szeptember 30. – Budapest, 1960. január 31.) röntgenológus, az orvostudományok kandidátusa (1952).

## Élete
Wald Lajos (1868–1916) magánhivatalnok, kereskedő és Eisler Gizella (1875–1945) gyermekeként született zsidó családban. Négy fivére volt. Egyetemi tanulmányait a numerus clausus miatt Würzburgban és Bécsben végezte. 1928-ban a Bécsi Egyetemen orvossá avatták, majd hazatért és a Szabolcs utcai Zsidókórház röntgenosztályán működött előbb segéd-, majd alorvosként Weiss Ármin, később pedig Bársony Tivadar mellett. Ekkoriban kapcsolatba került az illegális kommunista mozgalommal és 1932-ben a Sallai-Fürst per kapcsán őrizetbe vették, majd sokáig rendőri megfigyelés alatt állt, de mindezek ellenére a második világháború végéig segítette a Vörös Segélyen keresztül a pártot. 1938-ban megszűnt kórházi állása és megélhetési problémák miatt családjával Hollandiába emigrált. Röntgenszakértőként dolgozott a Philips gyárban, s ellenszolgáltatás nélkül egy amszterdami klinikán. Az ország náci megszállása után hazatért Magyarországra, s előbb magánorvosként működött, majd munkaszolgálatos volt a Szent János Kórházban. A háború után részt vett az Orvos-Egészségügy Szakszervezet megalakításában. 1945-ben rövid ideig a Zsidókórház röntgenosztályának, majd az Eötvös Loránd Rádium és Röntgenintézetnek főorvosa és később, az intézet Országos Onkológiai Intézetté való átszervezésekor, annak igazgatója, 1954-től pedig tudományos vezetője lett. Monográfiája, „Tanulmányok a szívárnyékről” és közleményei alapján 1948-ban a Budapesti Tudományegyetemen magántanári habilitációt nyert, majd 1953-ban elnyerte az orvostudományok kandidátusa fokozatát. Kiépítette az onkológiai gondozói hálózatot. Több tanulmánya jelent meg a röntgensugárzás biológiai hatásáról. Tagja volt az Orvosi Hetilap szerkesztőbizottságának.
Felesége, Pintér Katalin (1910–?), Madzsar Alice tanítványa, a felszabadulás után a gyógytorna egyik hazai meghonosítója, az Állami Gyógytornászképző Iskola igazgatója, akivel 1933. április 2-án Budapesten kötött házasságot.
A budapesti Farkasréti temetőben helyezték nyugalomra.

## Díjai, elismerései
- Magyar Köztársasági Érdemérem bronz fokozata (1948)